# Gęstowice
Gęstowice (dawna niem. nazwa Tammendorf) – wieś w Polsce, położona w województwie lubuskim, w powiecie krośnieńskim, w gminie Maszewo.
Po raz pierwszy Gęstowice zostały wymienione jako Tamodorf w 1308 roku, wśród miejscowości podległych biskupstwu poznańskiemu. W informacjach zawartych w dokumencie z 10 grudnia 1437 roku wiadomo, że w Gęstowicach mieszkał niejaki Löben, który toczył spór graniczny (rozstrzygnięty w roku następnym) z Peterem von Lossowem z Drzeńska. Wymienia się od około 1580 roku jako właścicieli dóbr: rodzinę Schlieben, a około 1614 roku Stössel. Georg Christof von Stössel podpisał w 1680 roku akt powołujący proboszcza Marcisiusa. Generał Mikrander był wspomniany w źródłach około 1690 roku, kiedy nabył Gęstowice od rodziny von Stössel. W późniejszych latach dochodzi do częstej zmiany właścicieli dóbr. Baronowie von Troschke pojawiają się około 1800 roku, a członkowie rodziny Fourier w 1890 roku. Podano, że w 1879 roku właścicielem dóbr w Gęstowicach był niejaki Meyer. Pracowały tu wówczas gorzelnia i cegielnia.
W latach 1975–1998 miejscowość administracyjnie należała do województwa zielonogórskiego.

## Zabytki
Do wojewódzkiego rejestru zabytków wpisany jest:
- kościół pw. Wniebowzięcia Najświętszej Maryi Panny, barokowy z XVIII wieku, wzniesiony został z inicjatywy generała Mikrandera w latach 1696–1711, a stanął na miejscu zburzonej w 1693 roku starszej świątyni[4]. Po przejęciu budowli przez katolików po 1945 roku, kilkakrotnie były przeprowadzone remonty. Objęty one m.in. elewacje i wówczas to narzucono warstwę cementowego tynku, przez co zniszczono i zatarto detal architektoniczny[4]. Zamurowano w szczycie koliste okna oraz usunięto zegar, a w latach sześćdziesiątych XX wieku usunięto kolatorską ławę, stylowe ławki w nawie i kutą balustradę ołtarzową. Wejście do krypty zostało zamurowane, a szyby gomółkowe wymieniono na zwykłe[4]. Kościół jest jednonawową budowlą barokową murowaną z cegły i założoną na planie prostokąta z trójbocznym zakończeniem od wschodu. Do zakończenia przylega kolista apsyda. Wzdłuż północno-południowej osi poprzecznej zbudowano transept[4]. Gęstowicki kościół projektował francuski architekt Bernhard Riegelan, elementy rzeźbiarskie wykonał Johann Ernst Plato, organy zbudował Gottfried Seidler, a prace malarskie w stallach wykonał Müller (malarz z Frankfurtu)[4]. Czworoboczna wieża zwieńczona hełmem z latarnią jest nadbudowana nad zachodnią partią nawy, która została nakryta wysokim dachem dwuspadowym[6]. Prezbiterium otrzymało dach wielospadowy natomiast ramiona transeptu otrzymały niższe dachy dwuspadowe. Większość okien jest uformowana półkoliście, a pojedyncze mają kształt kolisty lub kwadratowy. Pilastrami i gzymsami ozdobiono elewacje, a na szczytach transeptu i elewacji zachodniej wprowadzono pilastry, tympanony i wolutowe spływy[6]. W przyziemiu zachodniej ściany świątyni umieszczone jest wejście główne, które ma kształt prostokątny. Wnętrze świątyni zostało przykryte głównie sklepieniami kolebkowymi z lunetami, a na ścianach zachowały się pilastry porządku jońskiego, podtrzymujące szeroki gzyms[6]. Z oryginalnego wyposażenia świątyni do dziś przetrwała barokowa ambona. W 2009 roku dokonano wymiany pokrycia dachowego na świątyni, więc jest nadzieja, że tej jednej z najcenniejszych w Lubuskiem budowli barokowych, zostanie przywrócony właściwy wygląd[6].